# Spettroscopia in trasformata di Fourier
La spettroscopia in trasformata di Fourier è una tecnica spettroscopica in cui si acquisisce il segnale nel dominio del tempo (o dello spazio), e quindi si ricava lo spettro nel dominio della frequenza tramite un'operazione di trasformata di Fourier.
Questa tecnica può essere applicata a vari tipi di spettroscopia: spettroscopia infrarossa (FTIR), spettrometria di massa, risonanza magnetica nucleare, risonanza paramagnetica elettronica, spettroscopia Raman.

## Funzionamento
L'obiettivo della spettroscopia in trasformata di Fourier è la misurazione dello spettro di assorbimento di una particolare sostanza, cioè quanto quella sostanza assorba energia sotto forma di luce a diverse lunghezze d'onda. Il metodo convenzionale consiste nell'utilizzare una sorgente monocromatica, variare mano a mano la lunghezza d'onda e misurare la quantità di luce assorbita dal campione: questo procedimento viene regolarmente seguito ad esempio nella spettroscopia ultravioletta/visibile. L'esperimento richiede però molto tempo, soprattutto se è richiesto uno spettro ampio in termini di lunghezze d'onda e non la misura dell'assorbimento a una singola frequenza: perciò si è reso necessario l'utilizzo di sorgenti a banda larga, che contengano tutte le frequenze che si desidera studiare. Per distinguere l'assorbimento delle diverse lunghezze d'onda da parte del campione è poi necessario utilizzare uno strumento specifico, che nel caso delle spettroscopie ottiche è l'interferometro di Michelson.
Dapprima viene misurato lo spettro senza alcun campione (la scansione del background): in questo modo si può misurare la quantità di luce trasmessa dall'apparato alle diverse frequenze, eseguendo una trasformata di Fourier dello spettro risultante. Successivamente si inserisce la sostanza da analizzare fra la sorgente e l'interferometro: la nuova misurazione, dopo la trasformata di Fourier e la sottrazione del background, corrisponderà allo spettro di assorbimento desiderato. L'intera operazione può essere eseguita in tempi molto rapidi, essendo il calcolo della trasformata di Fourier molto veloce sui computer moderni.
Questo genere di spettroscopia ha due principali vantaggi sulla tecnica tradizionale:
1. Il vantaggio di Fellgett, che consiste nella possibilità di ottenere informazioni sull'intero spettro con una sola misurazione come descritto poc'anzi. Questo migliora anche il rapporto segnale/rumore e richiede un minor tempo per raggiungere la stessa risoluzione.
2. Il vantaggio di Jacquinot, che consiste in un miglior utilizzo della potenza della sorgente di luce: non essendo presenti fenditure di entrata ed uscita infatti aumenta la quantità di luce che passa attraverso il campione, migliorando ulteriormente la misurazione.